# Профессионал
Профессиона́л — человек, сделавший определённое занятие (дело) своей профессией; человек, ставший в какой-либо области деятельности высококлассным специалистом; хорошо подготовленный для работы в определённой сфере специалист, имеющий навыки, квалификацию, а при необходимости и допуск к выполнению обязанностей по своей специальности.
часто термин профессионал используется в рекламе- ведь мнение профи сложно оспорить ( ведь это его личное мнение), и при этом оно довольно весомо для покупателей- любителей.  
Профессионал обычно является членом сообщества квалифицированных специалистов, обладающих навыками в определённой области (профессией). Такие сообщества занимаются подготовкой и обучением своих членов за пределами первичного (университетского) образования, также разрабатывают кодексы поведения (клятва Гиппократа) и отраслевые стандарты, а также имеют право выдавать разрешения (лицензии) на занятие профессиональной деятельностью и контролировать деятельность своих членов.
Профессионалами часто называют высококвалифицированных специалистов творческих профессий — медицины, права, архитектуры, строительства — часто имеющих независимый статус индивидуального предпринимателя. Профессионалы обычно зарабатывают деньги используя свои навыки и умения, их деятельность является их профессией.

## Этимология
Происходит от латинского profess — клясться, обещать, подтверждать: квалифицированные специалисты обладают репутацией, которую необходимо постоянно «подтверждать», и они «клянутся» и «обещают» использовать свои знания и умения для выполнения работы.

## Основные черты
Базовые характеристики профессионала, сформулированные профессором Гарвардского университета Говардом Гарднером и президентом Фонда Карнеги по улучшению преподавания Ли Шульманом:
- Приверженность интересам потребителей и общества в целом.
- Наличие необходимых теоретических знаний.
- Владение необходимыми для данной профессии навыками и приемами.
- Умение формулировать целостные суждения в условиях этической неопределенности.
- Системный подход к обучению.
- Своевременная оплата своего труда.
- Участие в развитии профессионального сообщества, отвечающего за качество практики и образования в конкретной профессиональной области[1].

Выделяют ряд признаков, отличающих профессионала от непрофессионала: понимание сущностных основ профессиональной деятельности, способность к рефлексии, умение прогнозировать процессы и явления, находящиеся в зоне профессионального видения, полнота охвата предмета и умение моделировать систему профессиональной деятельности. Профессионала характеризуют: высокая скорость выполнения профессиональных действий с включением интуитивных процессов; новизна и оригинальность деятельности на фоне отказа от стереотипов, снятие психологических барьеров и защитных механизмов; непрерывность и неиссякаемость процессов творчества; бессознательное регулирование (автоматизм) профессиональной деятельности.
В качестве важнейшего системообразующего фактора человека как профессионала Э. Ф. Зеер выделяет личностную направленность, которая включает в себя следующие компоненты: мотивы, ценностные ориентации, профессиональную позицию, профессиональное самоопределение. Автор показал, что на разных этапах становления профессионала эти компоненты имеют различное психологическое содержание, обусловленное характером ведущей деятельности и уровнем профессионального развития личности.
Работа профессионала не сводится к тому, что видно стороннему наблюдателю; человека-профессионала (как носителя специфического свойства, именуемого профессионализмом) с позиций познания следует рассматривать как некоторую многоуровневую систему, имеющую не только внешние функции, но и сложные многообразные внутренние, в частности психические, функции. Согласно Е. А. Климову, профессионализм предстает не просто как некий высокий уровень знаний, умений и результатов, проявляющихся в данной области деятельности, а как определённая системная организацию сознания, психики человека-профессионала.
Исходя из принципов человекознания (по Б. Г. Ананьеву) профессионал — это человек в целом: как индивид (биологическая сущность человека-профессионала), как личность (социальная его сущность), как субъект деятельности и как индивидуальность (уникальность данного человека). В процессе профессионализации человека (становления профессионализма) изменениям подвергаются все его уровни, а в большей степени профессиональное развитие происходит на психическом и психофизиологическом уровне. Индивидуальность, присущая профессионалу, складывается на основе взаимосвязи особенностей человека как профессиональной личности и как субъекта профессиональной деятельности, которые обусловлены природными свойствами человека как индивида. При этом само формирование человека-профессионала происходит в ходе профессиональной деятельности и под её влиянием.
Профессионала характеризуют высокая результативность и эффективность труда, и эти показатели профессионал устойчиво демонстрирует в самых разнообразных ситуациях и условиях деятельности, в том числе и таких, которые объективно затрудняют достижение результата.
Процесс становления профессионала проходит несколько стадий. Мастерство — наивысший уровень овладения различными сторонами деятельности.
В Толковом словаре Ожегова слово «мастер» имеет значение « специалист, достигший высокого искусства в своём деле». Одно из определений которое мастеру даёт Толковый словаря Даля: «особенно сведущий или искусный в своем деле» В указанном смысле мастером является профессионал, достигший высокого уровня профессионализма в определённой профессии. Стадия профессионального мастерства характеризуется творческим и инновационным уровнем выполнения профессиональной деятельности. Движущим фактором дальнейшего профессионального развития личности становится потребность в самореализации, самоосуществлении.